# Babel (film)
Babel är en dramafilm från 2006 i regi av Alejandro González Iñárritu och skriven av Guillermo Arriaga. Några av de medverkande är Brad Pitt, Cate Blanchett, Kôji Yakusho och Gael García Bernal.
Filmen nominerades till sju Oscar vid Oscarsgalan 2007, bland annat i kategorierna Bästa film och Bästa regi. Den vann en Oscar för bästa filmmusik. Dramat avslutar González Iñárritus "death trilogy" (ungefärlig översättning "dödstrilogi") som innefattar Amores perros – Älskade hundar (2000) och 21 gram (2003).

## Rollista i urval
Marocko
- Brad Pitt – Richard Jones
- Cate Blanchett – Susan Jones
- Mohamed Akhzam – Anwar
- Boubker Ait El Caid – Yussef
- Said Tarchani – Ahmed
- Mustapha Rachidi – Abdullah
- Abdelkader Bara – Hassan
- Wahiba Sahmi – Zohra
- Michael Maloney – James
- Robert Fyfe – turist

Mexiko/USA
- Adriana Barraza – Amelia
- Gael García Bernal – Santiago
- Elle Fanning – Debbie Jones
- Nathan Gamble – Mike Jones
- Emilio Echevarría – Emilio

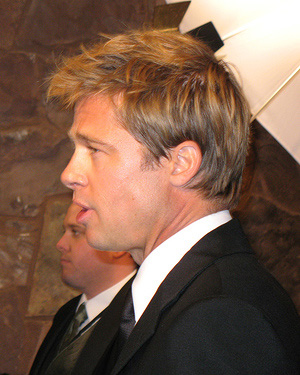
Brad Pitt, som spelar Richard Jones (2007).

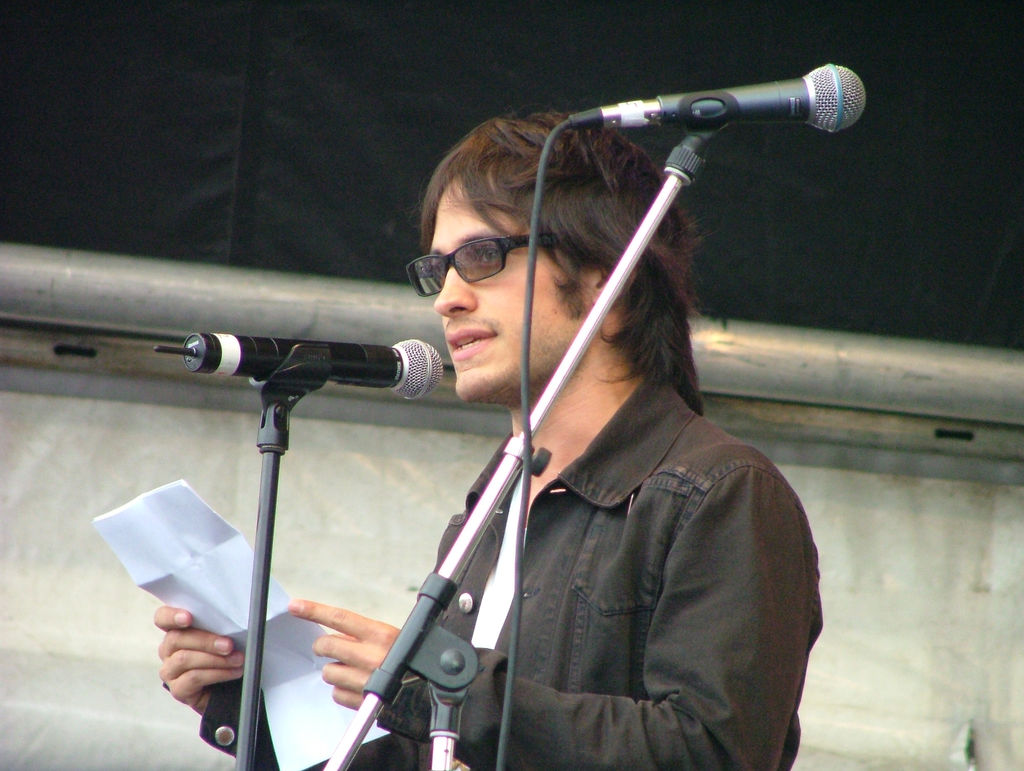
Gael García Bernal, som spelar Santiago (2005).

- Clifton Collins Jr. – polisofficer vid mexikanska gränsen
- Michael Peña – John, officer

Japan
- Rinko Kikuchi – Chieko Wataya
- Kôji Yakusho – Yasujiro Wataya
- Satoshi Nikaido – Kenji Mamiya, detektiv
- Yuko Murata – Mitsu
- Shigemitsu Ogi – tandläkare som Chieko försöker förföra

## Inspelningsplatser
Inspelningsplatser var Ibaraki och Tokyo i Japan, Mexiko (El Carrizo, Sonora och Tijuana), Marocko (Ouarzazate och Taguenzalt – en berber-by vid foten av Atlasbergen, belägen i floden drâas dalgång) samt den amerikanska delstaten Kalifornien (San Diego och San Ysidro).

## Musik i filmen
- "Iguazu", av Gustavo Santaolalla
- "(Only) Love Can Conquer Hate", skriven, komponerad samt framförd av Ryuichi Sakamoto
- "Bibo No Aozora", skriven, komponerad samt framförd av Ryuichi Sakamoto
- "Para Que Regreses"
- "Oh My Juliet!", skriven av Tommy February 6 och Malibu Convertible, framförd av Takashi Fujii
- "Masterpiece", text av Ryo-Z, Ilmari, Pes och Su från gruppen Rip Slyme, komponerad av DJ Fumiya
- "Smile", skriven av Satomi och Takuya, framförd av Aimi Yuguchu
- "Mujer Hermosa"
- "Cumbia Sobre El Rio"
- "La Fea"
- "El Pachangon"
- "El Tamarindo"
- "Tu Me Acostumbraste"
- "September", skriven av Al McKay, Maurice White och Allee Willis, framförd av Earth Wind & Fire
- "La Mesa Que Mas Aplauda (Za Za Za)"
- "The Joker", skriven av Steve Miller, Ahmet Ertegün och Eddie Curtis, producerad av Fatboy Slim
- "Does He Who Looks for the Truth, Deserve the Truth?"
- "Can I Be Forgiven?"
- "September & The Joker", framförd av Shinichi Osawa
- "Dr. Funk", skriven av Frantic, Caroldene Black och Kevin Frost, framförd av Blade & Friends
- "Charge of the Herd"